# Anomali
En anomali er et faktum som strider mod et paradigme – hvad en teori eller verdensopfattelse udsiger. Kort sagt en afvigelse eller noget unormalt.
Inden for meteorologien beskrives lokale afvigelser fra et større mønster eller gennemsnittet over en længere tidsperiode som anomalier, eksempelvis temperaturanomali og nedbørsanomali.
Inden for religion kan en anomali beskrives som et mirakel.